# Vanga cellut
El vanga cellut (Tephrodornis pondicerianus) és un ocell de la família dels vàngids (Vangidae).

## Hàbitat i distribució
Habita boscos i matolls de Paquistan, i des de l'est i nord-oest de l'Índiafins el sud de Laos, Cambotja i sud del Vietnam.